# Oenanthe patens
Oenanthe patens är en flockblommig växtart som beskrevs av Conrad Moench. Oenanthe patens ingår i släktet stäkror, och familjen flockblommiga växter. Inga underarter finns listade i Catalogue of Life.